# دیوان البسه
دیوان البسه دیوانی طنزآمیز به زبان پارسی است که در آن از واژگان رایج در میان جامه دوزان و بافندگان سده ۹ هجری قمری (سده ۱۵ (میلادی)) ایران بهره گرفته شده‌است.
نویسنده این دیوان مولانا نظام‌الدین محمود قاری است. این دیوان در سال ۱۳۰۳–۱۳۰۴ از سوی میرزا حبیب اصفهانی در استانبول به چاپ رسید و در ۱۳۵۹ (خورشیدی) در تهران بازچاپ شد.

دیوان البسهٔ وی گذشته از قطعات پراکنده مشتمل است بر منظومهٔ اسرار ابریشم، جنگ نامه، مخیطنامه ورسالهٔ آرایش نامه و رسالهٔ تعریفات و رسالهٔ صد وعظ و نامهٔ پشم با ابریشم.
این دیوان در توصیف البسه، جامه‌ها و پوشیدنی‌ها است و به سبب ذکر نام انواع البسه و اصطلاحات مربوط به انواع پوشیدنی‌ها، از اهمیت بسیار بالایی برخوردار بوده و از لحاظ موضوعی در ادبیات فارسی بی‌نظیر است.
«پارودی» یا نقیضه‌های نظام قاری، نوعی انقلاب در شعرعرفانی به حساب می‌آید. او با هوشیاری به دگرگون کردن زبان عرفانی ودرهم ریزی ساختار نوین زبان اجتماعی پرداخته است.